# 子夜
『子夜』（しや）は、中国の作家・茅盾（ぼうじゅん）による長編小説。1931年-32年に執筆し、1933年に単行本で刊行。
1930年5月から7月までの内戦下の上海を舞台に、資本家と労働者の対立、金融市場での駆け引きなどを軸に、中国社会の諸相をリアリズムの手法で描き、中国近代小説における傑作と評されている。

## タイトル
「子夜」は子（ね）の刻の意味で「真夜中」（午前0時前後の約2時間）を指すが、初版本の扉に"The Twilight: a Romance of China in 1930."と表記されており、「夜明け前」とも訳されることがある。

## あらすじ
従業員千人以上の製糸工場を経営する若き資本家の呉蓀甫が主人公である。
内戦が始まり、公債相場は下がり、経済界は混乱していた。呉蓀甫は投資家の趙伯韜から公債相場への投資を誘われ、話に乗ってしまう。
経営する製糸工場では労働争議が激しくなり、やがて上海の全製糸工場によるゼネストに発展する。呉蓀甫は趙伯韜の企みで大きな損失を被り、工場も閉鎖に追い込まれる。

## 登場人物
- 呉蓀甫 - 上海のフランス租界に住む、製糸工場の経営者。
- 林珮瑤 - 呉蓀甫の妻。
- 杜竹斎 - 呉蓀甫の義兄。資産家。
- 趙伯韜 - アメリカ資本と結ぶ投資家。呉蓀甫を陥れる。

## 時代背景
背景となっている内戦は1930年5月から10月まで続いた国民政府と地方軍閥の内戦である。1927年に成立した南京の国民政府（蒋介石）は1937年の日中戦争までの10年間、安定政権を保ったが、度々内戦が起こり、共産党が各地で勢力を伸ばしていた。

## 日本語訳
- 『子夜』
  - 増田渉訳『上海の真夜中』1938年 - 『大陸』誌に掲載されたが冒頭の数章で中断。
  - 尾坂徳司訳『真夜中』1951年
  - 竹内好訳『夜明け前』1963年[2]
 改題「子夜」、河出書房新社『現代中国文学』1970年、『筑摩世界文学大系 魯迅・茅盾』に収録
  - 小野忍・高田昭二訳『子夜 (真夜中)』岩波文庫 全2巻 1962-70年[3]、復刊1994年
  - 松井博光訳『集英社ギャラリー世界の文学』1991